# 不破万作 (小姓)

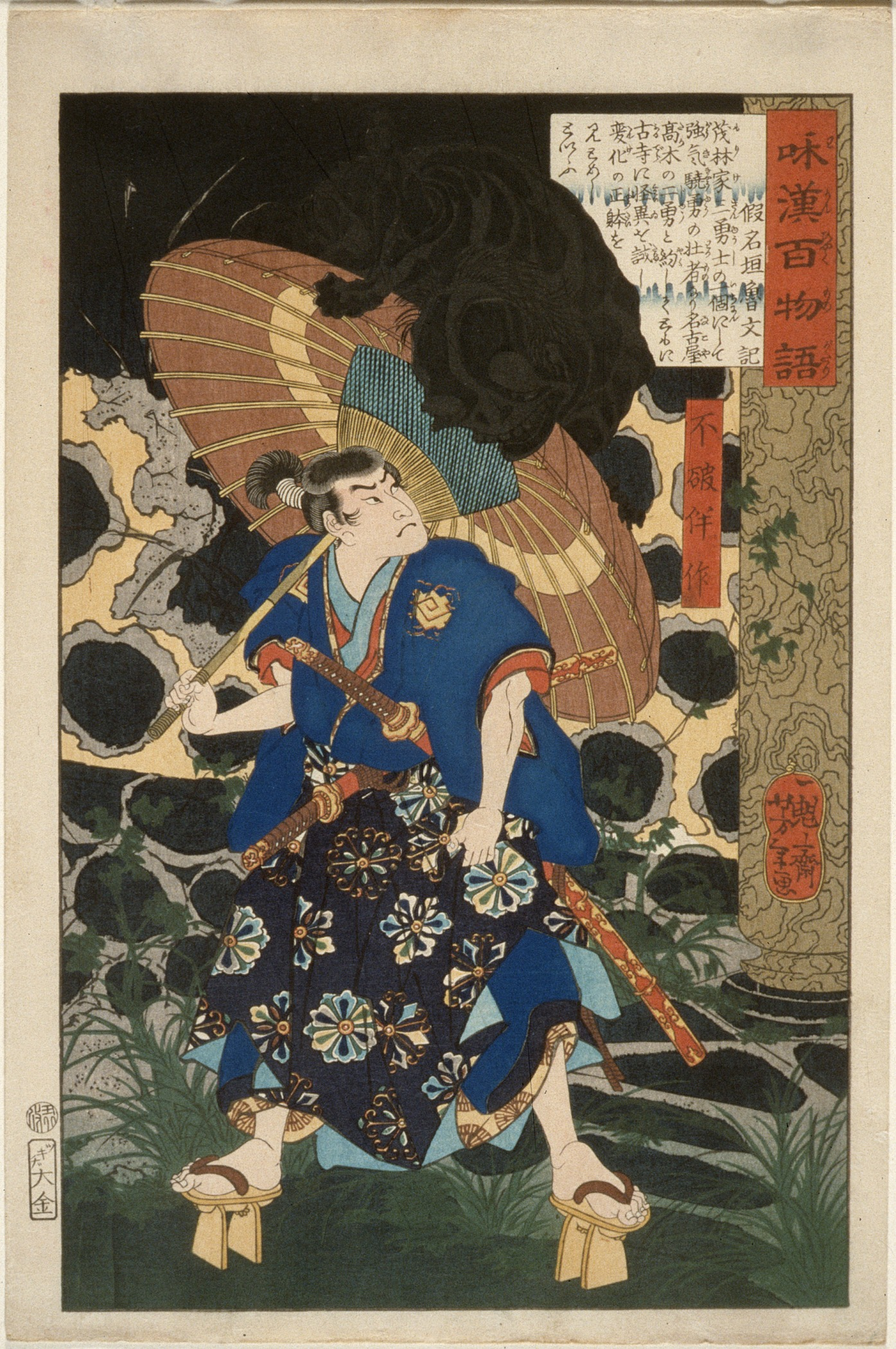

不破 万作（ふわ ばんさく、「伴作」とも記す、天正6年（1578年）- 文禄4年（1595年））は、安土桃山時代の豊臣秀次の小姓。尾張国（愛知県西部）の生まれ。文禄4年（1595年）7月、秀次の切腹前に殉死したと伝えられている。享年17。

## 人物

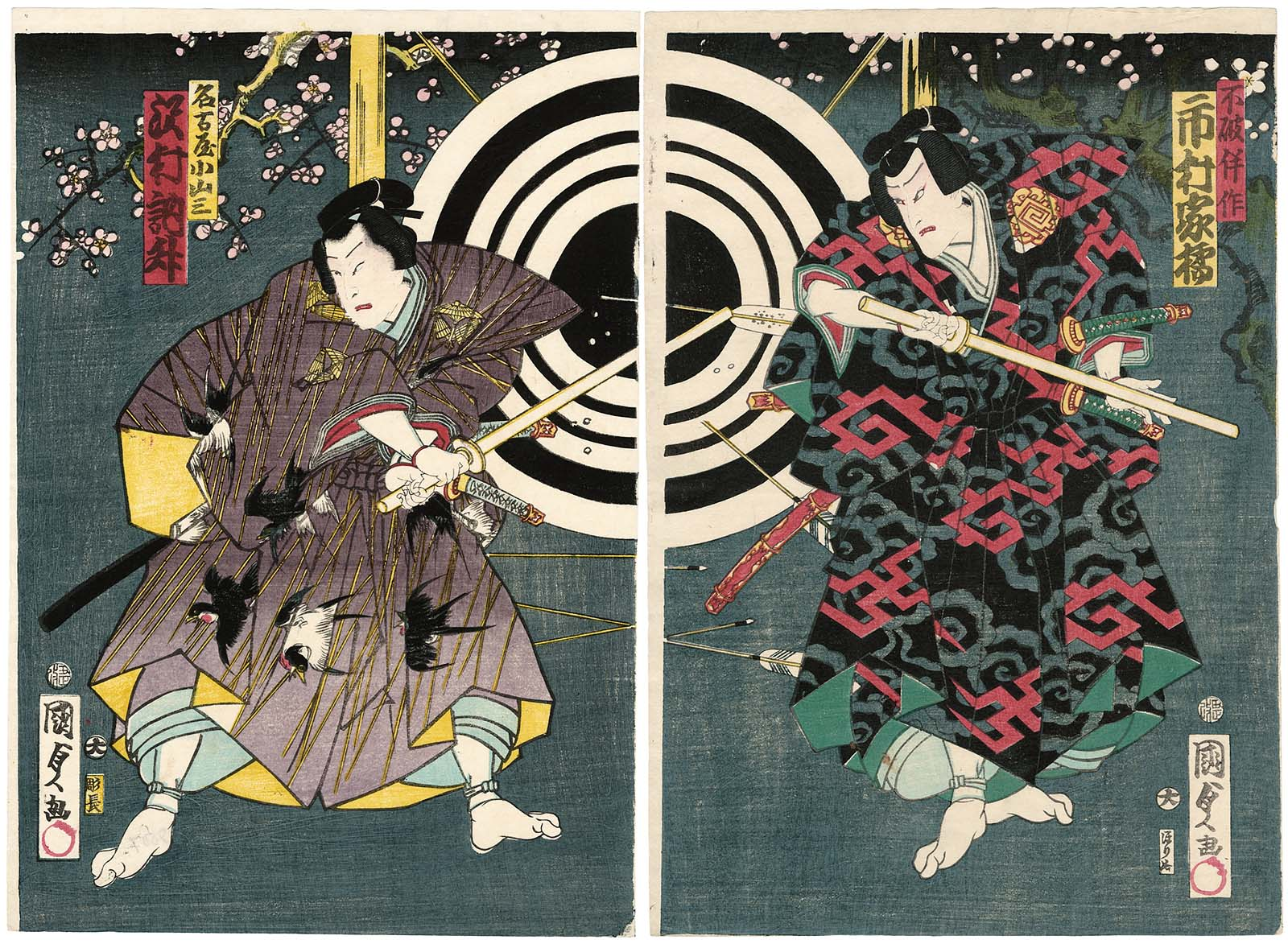
四代目 歌川豊国筆四代目 市村家橘演不破伴作(右)と二代目澤村訥升演名古屋小山三

武将としては功績のない不破万作の名が後世に伝わっているのは、彼が絶世の美少年として知られ「天下三美少年」、あるいは「戦国三大美少年」の1人としてその名を残しているからである。
「天下三美少年」とは、不破万作、蒲生氏郷の家臣で、歌舞伎の祖として知られている名古屋山三郎、同じく氏郷の家臣で、後に石田三成に仕えた浅香左馬之助（水野庄次郎）の3人で、それぞれ当時の比類なき美少年として知られていたという。歌舞伎で名古屋山三と恋の鞘当をする「不破伴左衛門」のモデルは不破万作だとされ、初代市川團十郎が不破伴左衛門役を演じ江戸で大当りをし、後に代々の市川團十郎が演じる事になった。

## 登場する作品
NHK
- 大河ドラマ『春の坂道』（1971年）不破伴作役 - 田村正和
- 大河ドラマ『黄金の日日』（1978年）不破万作役 - 伊東平山
- 大河ドラマ『功名が辻』（2006年）万作役 - 浅利陽介